# Siegfried Danzke
Siegfried Danzke (* 1938) ist ein ehemaliger deutscher Basketballspieler.

## Leben
Danzke ruderte, ehe er 1954 in Halle mit dem Basketballsport in Berührung kam. 1958 wechselte er zu SC Chemie Halle, mit dem er zweimal DDR-Meister wurde und im Europapokal der Landesmeister vertreten war. Ab 1959 bestritt er zudem 96 Länderspiele für die Auswahl der Deutschen Demokratischen Republik, nahm an den Europameisterschaftsturnieren 1959, 1961 und 1963 sowie am Olympia-Qualifikationsturnier in Bologna 1960 teil. 1961 wurde ihm die Auszeichnung „Meister des Sports“ verliehen. Danzke, der in Halle, an der Martin-Luther-Universität Chemie studierte und später nach Berlin zog, spielte noch in seinem 80. Lebensjahr beim SSV Lokomotive Bernau Basketball. Nach der Teilnahme an den deutschen Bestenspielen in der Altersklasse Ü65 in Bernau im April 2018 zog er sich vom aktiven Basketballsport zurück.